# Cocktail (Gericht)
Cocktails sind Gerichte der internationalen kalten Küche, meist auf Basis von gegarten Krusten- und Schalentieren, Fisch, Geflügel, Fleisch oder Gemüse. Sie werden in der Regel mit einer würzig-pikanten Cocktailsauce vor allem als Vorspeise serviert. Früchtecocktails bilden den erfrischenden Abschluss eines Menüs.
Seit Anfang des 19. Jahrhunderts werden ausgehend von den USA alkoholische Mischgetränke als Cocktails bezeichnet. Die gleichnamigen Vorspeisen sind vermutlich erst in der Mitte des 20. Jahrhunderts ebenfalls in den USA entstanden und kamen international in den 1960er und 1970er Jahren in Mode.

## Zubereitung
Da Cocktails wegen ihrer frischen Zutaten leicht verderblich sind, bereitet man sie erst kurz vor dem Verzehr zu. Sie werden in gekühlten Gläsern, z. B. Cocktailschalen oder Kelchgläsern serviert. In einigen Fällen werden stattdessen ausgehöhlte Früchte verwendet. Als Basis bereitet man eine Chiffonade vor, die aus gezupften Kräutern oder feinen Streifen von Grünem Salat oder Gemüse besteht. Die geschnittenen Zutaten werden gewürzt und mit passenden Aromenträgern mariniert (Essig, Branntwein, Würzsaucen). Dafür füllt man die Gläser schichtweise mit den Zutaten, und übergießt diese mit Cocktailsauce. Anschließend garniert man sie mit Zitrone, Kräutern, Oliven, Pilzscheiben, Früchten oder ähnlichem, und serviert sie mit Beilagen wie Toastbrot oder Käsestangen.

## Varianten

### Fisch- und Meeresfrüchtecocktails

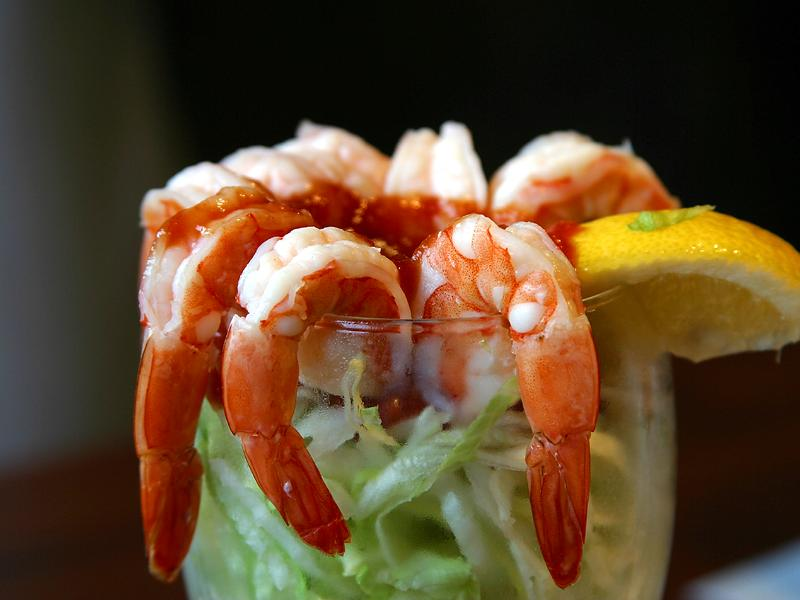
Krabbencocktail

- Austerncocktail aus rohen Austern und einer Cocktailsauce
- Clamcocktail aus gegarten Venusmuscheln und einer Cocktailsauce
- Fischcocktail aus gedünstetem Fisch, der z. B. mit geschmolzenen Tomaten, schwarzen Oliven, Peperoni und Zwiebeln in Zitronensaft mariniert und mit Olivenöl, Orangensaft, Worcestershire- und Tabascosauce vollendet wird
- Hummercocktail aus Würfeln von gegartem und ausgelöstem Hummer und einer Cocktailsauce
- Krabben-, Shrimp- oder Garnelencocktail aus gegarten, ausgelösten Garnelen mit einer Sauce aus Ketchup und Schlagsahne, Meerrettich oder Mayonnaise und je nach Rezept weiteren Zutaten wie kleinen Champignons
- Muschelcocktail aus gegarten Jakobs- oder Miesmuscheln und einer Cocktailsauce

### Fleischcocktails
- Geflügelcocktail
- Schinkencocktail

### Gemüsecocktails
- Artischockencocktail
- Avocadococktail
- Tomatencocktail

### Andere Cocktails
- Käsecocktail
- Eiercocktail

### Früchtecocktails
Fruchtecocktails sind eine Sonderform, da bei ihnen weder Chiffonade noch Cocktailsauce verwendet wird. Bei der Zubereitung verzichtet man auf stark färbende Früchte wie Beerenobst und kombiniert dafür Citrusfrüchte mit Melone, Ananas und einheimischen Obstsorten. Für das Marinieren werden Liköre, Rum und Sherry genutzt, da diese besser als Branntwein mit dem Obst harmonieren. Als Dekor werden die Gläser mit einem Zuckerrand versehen.